# Суленчино (гміна)
Гміна Суленчино (пол. Gmina Sulęczyno) — сільська гміна у північній Польщі. Належить до Картузького повіту Поморського воєводства.
Станом на 31 грудня 2011 у гміні проживало 5136 осіб.

## Територія
Згідно з даними за 2007 рік площа гміни становила 131.31 км², у тому числі:
- орні землі: 46.00%
- ліси: 36.00%

Таким чином, площа гміни становить 11.72% площі повіту.

## Населення
Станом на 31 грудня 2011:
| Опис     | Загалом | Загалом | Чоловіки | Чоловіки | Жінки | Жінки |
| -------- | ------- | ------- | -------- | -------- | ----- | ----- |
| одиниця  | осіб    | %       | осіб     | %        | осіб  | %     |
| все      | 5136    | 100     | 2605     | 50.72    | 2531  | 49.28 |
| міське   | 0       | 100     | 0        |          | 0     |       |
| сільське | 5136    | 100     | 2605     | 50.72    | 2531  | 49.28 |

## Сусідні гміни
Гміна Суленчино межує з такими гмінами: Косьцежина, Ліпуш, Пархово, Сераковіце, Стенжиця.